# Leiothlypis
Leiothlypis is een geslacht van zangvogels uit de familie Amerikaanse zangers (Parulidae).

## Soorten
Het geslacht kent de volgende soorten:
- Leiothlypis celata – Groene zanger
- Leiothlypis crissalis – Colimazanger
- Leiothlypis luciae – Lucy's zanger
- Leiothlypis peregrina – Tennesseezanger
- Leiothlypis ruficapilla – Nashvillezanger
- Leiothlypis virginiae – Virginiazanger